# Cigaritis nyassae
Cigaritis nyassae is een vlinder uit de familie van de Lycaenidae. De wetenschappelijke naam van de soort is voor het eerst gepubliceerd in 1884 door Arthur Gardiner Butler.

## Verspreiding
De soort komt voor in Oeganda, Kenia, Tanzania, Malawi en Mozambique.

## Waardplanten
De rups leeft op Acacia zanzibarica, Entada abyssinica, Vachellia hockii en soorten van het geslacht Mundulea (Fabaceae).